# Mariano Acosta
Mariano Acosta (Buenos Aires, 8 de septiembre de 1825-ídem, 17 de septiembre de 1893) fue un político argentino. Apenas terminó sus estudios secundarios marchó a Europa, de donde retornó en 1853, tras la caída del gobernador Juan Manuel de Rosas, a cuya causa no había querido sumarse en la adolescencia. Fue uno de los redactores de la Constitución del Estado de Buenos Aires en ese año. En 1862 fue ministro de Gobierno de Mariano Saavedra y fundador del pueblo de Saladillo. Ocupó el cargo de gobernador de Buenos Aires entre 1872 y 1874, cuando fue elegido vicepresidente de la Nación junto a Nicolás Avellaneda.

## Biografía
Acosta nació en 1825 siendo hijo de Magdalena Santa Coloma Lezica, hija de un importante estanciero bonaerense, y José Francisco Acosta, de origen correntino. Siendo opositor de Juan Manuel de Rosas, Acosta se trasladó a Europa tras finalizar los estudios secundarios. Regresó con la caída de Rosas en 1852 en la batalla de Caseros, y fue elegido para la legislatura provincial como diputado. Fue teniente del Regimiento de Patricios, y formó parte del levantamiento de Valentín Alsina en 1853 contra el vencedor en Caseros, Justo José de Urquiza, para la mantención de la autonomía provincial.
Regresó a la actividad parlamentaria bonaerense al año siguiente y fue nombrado como Comisionado de Inmigración. Una disputa con el gobernador Pastor Obligado, lo obligó a retirarse de la actividad pública entre los años 1855 y 1860, cuando es electo convencional constituyente provincial. Acosta se casó en 1857 con Remedios Oromi, una sobrina de Remedios de Escalada, esposa del general José de San Martín. El gobernador Mariano Saavedra lo designó Ministro de Gobierno en 1862, e integró la Comisión de Asistencia Veteranos entre 1866 y 1872. Acosta, en 1871, fue asesor legal del, por entonces recientemente formado, Ferrocarril Oeste, y fue presidente del Banco de la Provincia de Buenos Aires.
Regresó brevemente a la legislatura, y en 1872, fue elegido Gobernador de la Provincia de Buenos Aires. Realizó numerosas obras de infraestructura e iniciativas públicas; designó al primer ingeniero argentino Luis Huergo, para la planificación de rutas y canales. Como gobernador promulgó una nueva constitución en diciembre de 1873, y al poco tiempo, fue nominado en el Partido Autonomista Nacional, como compañero de fórmula de Nicolás Avellaneda para presidente.
Electo en septiembre de 1874, Avellaneda y Acosta fueron opositores a Bartolomé Mitre, quien mantenía rivalidades con el benefactor de Avellaneda, el saliente vicepresidente Adolfo Alsina. Acosta coordinó el programa de construcción de escuelas que Avellaneda había heredado de su predecesor, Domingo Sarmiento. Fue presidente de la Comisión para la repatriación de los restos del General San Martín desde Francia, creado por Avellaneda en 1874, que finalmente se cumplió en 1880.
Acosta se retiró de la vida pública en 1880, y falleció en Buenos Aires en septiembre de 1893, a los 68 años. Por ser laico franciscano, Acosta fue velado y sepultado en la cripta de la Iglesia San Francisco en aquella ciudad.